# Science appliquée

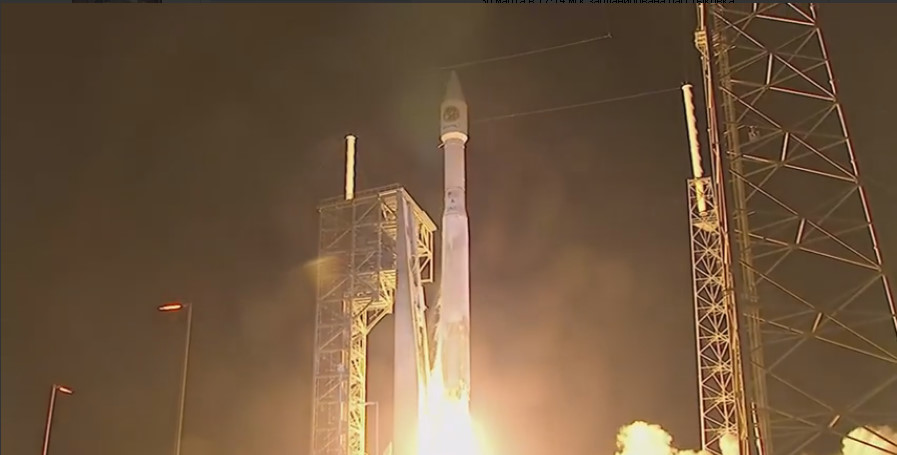
Fusée prête à décoller

La science appliquée est l'ensemble des connaissances rationnelles permettant de réaliser des objectifs pratiques. Les sciences appliquées sont les différentes disciplines de la science appliquée : physique appliquée, mathématiques appliquées, etc.
La science appliquée et les sciences appliquées complètent la science fondamentale et les sciences fondamentales, qui sont les connaissances rationnelles sur le fonctionnement et l'histoire du monde physique, biologique et humain, indépendamment des considérations pratiques pouvant en résulter.
Les sciences appliquées progressent grâce à la recherche appliquée dont cette progression est l'objectif direct, mais aussi à la recherche fondamentale qui découvre régulièrement de nouveau phénomènes et concepts susceptibles d'applications.

## Critique de Pasteur
L'expression science appliquée a été critiquée très énergiquement par Louis Pasteur, qui était pourtant conscient que son activité était devenue plus appliquée que scientifique, après sa découverte des micro-organismes. 
En effet, si l'on considère que les sciences de la nature sont l'activité de recherche des mécanismes des phénomènes, alors l'application des sciences est une activité de technologie, et non de science. 
On donne ici quelques citations de Pasteur : 
« Souvenez-vous qu’il n’existe pas de sciences appliquées, mais seulement des applications de la science » ;
« Une idée essentiellement fausse a été mêlée aux discussions nombreuses soulevées par la création d’un enseignement secondaire professionnel ; c’est qu’il existe des sciences appliquées. Il n’y a pas de sciences appliquées. L’union même de ces mots est choquante. Mais il y a des applications de la science, ce qui est bien différent. Puis, à côté des applications de la science, il y a le métier, représenté par l’ouvrier plus ou moins habile. L’enseignement du métier a un nom dans toutes les langues. Dans la nôtre, il s’appelle l’apprentissage, que rien au monde ne peut remplacer » ;
« Non, mille fois non, il n’existe pas une catégorie de sciences auxquelles on puisse donner le nom de sciences appliquées. Il y a la science et les applications de la science, liées entre elles comme le fruit à l’arbre qui l’a porté » ;
Malgré ces mises en garde, certains persistent à désigner par « science appliquée » l'ensemble des connaissances rationnelles permettant de réaliser des objectifs pratiques. Les sciences appliquées seraient alors les différentes disciplines de la science appliquée : physique appliquée, mathématiques appliquées, etc. ;
Dans cette acception terminologique fautive, la science appliquée et les sciences appliquées s'opposeraient respectivement à la science fondamentale et aux sciences fondamentales, qui sont les activités de recherche des mécanismes des phénomènes, indépendamment des considérations pratiques pouvant en résulter.

## Enseignement francophone des sciences appliquées

### Belgique
Les facultés de sciences appliquées sont des facultés chargées de former les ingénieurs civils (titre protégé par la loi) et, parfois, les informaticiens universitaires dans les universités belges. Pour la partie francophone du pays, ces dernières sont :
- L'université de Liège
- L'université catholique de Louvain
- L'université libre de Bruxelles
- la Faculté Polytechnique de l'Université de Mons

### Canada - Québec
Dans cette province canadienne, les sciences appliquées sont le développement des disciplines scientifiques selon l'approche de l'ingénierie.

### France
L'enseignement des sciences appliquées est relativement peu présent dans les programmes scolaires et est délivré principalement au travers d'enseignements spécifiques distincts des matières dites générales consacrées, le plus souvent, aux sciences fondamentales. Au collège, les sciences appliquées sont abordées essentiellement au travers de l'enseignement de technologie. Au lycée les sciences appliquées constituent un enseignement de détermination en seconde générale mais sont par contre, beaucoup plus présentes dans les filières technologiques et professionnelles.
Dans l'enseignement supérieur français, les sciences appliquées sont au cœur des facultés de sciences et technologies et des cursus des écoles d'ingénieurs, à l'instar des instituts nationaux des sciences appliquées (INSA).

### Maroc
L'enseignement des sciences appliquées s'effectue principalement par la Formation d'ingénieur au Maroc, en particulier :
- École nationale des sciences appliquées de Tanger (ENSAT) ;
- École nationale des sciences appliquées d'Agadir, ENSA Agadir ;
- École nationale des sciences appliquées de Marrakech, ENSA Marrakech ;
- École nationale des sciences appliquées de Fès, ENSA Fès ;
- École nationale des sciences appliquées d'Oujda, ENSAO ;
- École nationale des sciences appliquées de Safi, ENSAS ;
- École nationale supérieure des Arts et Métiers de Meknès, ENSAM ;
- École nationale supérieure des sciences appliquées de Khouribga ENSAK
- Faculté des sciences et techniques (Tanger, Marrakech, Fes, Settat).

### Sénégal
L'enseignement des sciences appliquées s'effectue principalement dans la Formation d'ingénieur au Sénégal.

### Suisse
L'enseignement des sciences appliquées s'effectue principalement dans
- les hautes écoles spécialisées ou HES.

### Tunisie
L'enseignement des sciences appliquées s'effectue principalement dans les écoles d'ingénieurs en Tunisie.